# Challenge Ameryk do Mistrzostw Świata Mężczyzn w Curlingu 2015
Challenge Ameryk do Mistrzostw Świata Mężczyzn w Curlingu 2015 – trzeci turniej pomiędzy męskimi reprezentacjami Stanów Zjednoczonych i Brazylii.
Zawody rozegrano między 30 stycznia a 1 lutego w Blaine, na lodowisku Four Seasons Curling Club. Do mistrzostw globu zakwalifikowali się Amerykanie.

## Reprezentacje
| Kraj              | Czwarty         | Trzeci         | Drugi        | Otwierający  | Rezerwowy          |
| ----------------- | --------------- | -------------- | ------------ | ------------ | ------------------ |
| Brazylia          | Marcelo Mello   | Scott McMullan | Cesar Santos | Filipe Nunes | Raphael Monticello |
| Stany Zjednoczone | Heath McCormick | Chris Plys     | Joe Polo     | Ryan Brunt   | Colin Hufman       |

## Mecz 1.
30 stycznia 2015; 19:00
| Kraj | Kraj              | 1 | 2 | 3 | 4 | 5 | 6 | 7 | 8 | 9 | 10 | Ogółem |
|      | Brazylia          | 0 | 0 | 0 | 0 | 1 | 0 | 1 | 0 | 1 | x  | 3      |
|      | Stany Zjednoczone | 1 | 0 | 1 | 0 | 0 | 1 | 0 | 4 | 0 | x  | 7      |

## Mecz 2.
31 stycznia 2015; 14:00
| Kraj | Kraj              | 1 | 2 | 3 | 4 | 5 | 6 | 7 | 8 | 9 | 10 | Ogółem |
|      | Stany Zjednoczone | 1 | 0 | 3 | 1 | 0 | 0 | 1 | 0 | 0 | x  | 6      |
|      | Brazylia          | 0 | 1 | 0 | 0 | 1 | 0 | 0 | 1 | 1 | x  | 4      |

## Mecz 3.
31 stycznia 2015; 19:00
| Kraj | Kraj              | 1 | 2 | 3 | 4 | 5 | 6 | 7 | 8 | 9 | 10 | Ogółem |
|      | Brazylia          | 0 | 1 | 0 | 0 | 2 | 0 | 1 | 0 | x | x  | 4      |
|      | Stany Zjednoczone | 3 | 0 | 3 | 0 | 0 | 1 | 0 | 2 | x | x  | 9      |

## Klasyfikacja końcowa
| # | Kraj              | Wygranych | Przegranych |
| - | ----------------- | --------- | ----------- |
| 1 | Stany Zjednoczone | 3         | 0           |
| 2 | Brazylia          | 0         | 3           |